# Monolith Productions
A Monolith Productions (általában: Monolith) videójáték-fejlesztő céget Kirklandban, Washington államban alapították. A Lithtech grafikus motort is ők fejlesztették, a legtöbb játékuk alatt ez a motor dolgozott. 1997 és 1999 között kiadói feladatokat is elláttak, saját játékaik mellett más fejlesztők játékainak megjelenését is intézték.
A Monolith által kidolgozott technológiák és eljárások licencét a Touchdown Entertainment árusítja a külső fejlesztőcégek számára.
2004-ben a Time Warner leányvállalata a Warner Bros. Interactive Entertainment felvásárolta a céget.

## Játékok

### Saját fejlesztésű játékok
- Blood (1997) (DOS)
  - Blood – Plasma Pak (1997) (kiegészítő - DOS)
- Claw (1997) (Windows)
- Get Medieval (1998) (Windows)
- Shogo: Mobile Armor Division (1998) (Windows)/(2001) (Linux, Mac OS X, AmigaOS)
- Blood II: The Chosen (1998) (Windows)
  - Blood II: The Chosen –The Nightmare Levels (1999) (kiegészítő - Windows)
- Gruntz (1999) (Windows)
- Sanity: Aiken's Artifact (2000) (Windows)
- No One Lives Forever (2000) (Windows, PlayStation 2, Mac OS X)
  - No One Lives Forever – Game of the Year Edition (2001) (Év játéka kiadás - Windows)
- Tex Atomic's Big Bot Battles (2001) (Windows)
- Aliens versus Predator 2 (2001) (Windows)
- No One Lives Forever 2: A Spy in H.A.R.M.’s Way (2002) (Windows, Mac OS X)
- Tron 2.0 (2003) (Windows)
  - Tron 2.0: Killer App (2004) (Xbox) - Társfejlesztő
- Contract J.A.C.K. (2003) (Windows)
- The Matrix Online (2005) (Windows)
- F.E.A.R. (2005) (Windows)
- Condemned: Criminal Origins (2005) (Windows, Xbox 360)
- Condemned 2: Bloodshot (2008) (Xbox 360, PlayStation 3)
- F.E.A.R. 2: Project Origin (2009) (Windows, Xbox 360, PlayStation 3)
  - F.E.A.R. 2: Reborn (2009) – Letölthető tartalom
- Gotham City Impostors (Windows, Xbox 360, PlayStation 3)[2]

### Kiadott játékok
- Maabus (1995) (Windows)
- Claw (1997) (Windows)
- Get Medieval (1998) (Windows)
- Shogo: Mobile Armor Division (1998) (Windows)
- Rage of Mages (1998) (Windows)
- Rage of Mages II: Necromancer (1999) (Windows)
- Gruntz (1999) (Windows)
- Gorky 17 (Észak-Amerikában Odium címmel) (1999) (Windows)
- Septerra Core: Legacy of the Creator (1999) (Windows)

### A Monolith játékaihoz külsős cég által fejlesztett kiegészítők
- Blood: Cryptic Passage (1997, MS-DOS)
- Legacy of the Fallen (Shogo: Mobile Armor Division kiegészítő, fejlesztését leállították)
- Shugotenshi (Shogo: Mobile Armor Division kiegészítő, fejlesztését leállították)
- Aliens versus Predator 2: Primal Hunt (2002, Windows)
- F.E.A.R. Extraction Point (2006, Windows)
- F.E.A.R. Perseus Mandate (2007, Windows)